# ポジティブ心理学
ポジティブ心理学（ポジティブしんりがく、英語: positive psychology）とは個人や社会を繁栄させるような強みや長所を研究する心理学の一分野である。精神疾患を治すことよりも、通常の人生をより充実したものにするための研究がなされている。
現代のポジティブ心理学は、1998年にマーティン・セリグマンが、アメリカ心理学会の会長に選ばれた際に、任期中の課題としてポジティブ心理学の創設を選んだことにより、新しい領域として開始した。
ニューソートの教義・自己啓発法のポジティブシンキングとは異なる。

## 歴史的経緯
マーティン・セリグマンがポジティブ心理学の父と呼ばれるが、彼が最初のポジティブな心理学の研究者というわけではなく、その成立はウィリアム・ジェームズやアブラハム・マズローの影響を受けている。マズローは1954年に『人間性の心理学』でポジティブ心理学という用語を用いた。ポジティブ心理学は、人間性心理学の流れを汲んでおり、マズローやカール・ロジャース、エリッヒ・フロムらの考えを実証している側面がある。
セリグマンは、学習性無力感の研究を通して、1975年にはうつ病の無力感のモデルの理論的な基礎を形成し、その後1990年代には楽観主義に関する著述が増えた。セリグマンは学習性無力感と楽観主義は表裏一体の概念であり、新しい概念ではないとしている。
1990年、ミハイ・チクセントミハイが、有意味で能動的な活動と幸福感のつながりについての著作『フロー体験』を出版する。
ある時セリグマンは、それまでの心理学が、病気を治すための努力はしてきたが、「どうすればもっと幸福になれるか」については、あまり研究してこなかったことに気がついた。1998年に、「心理学は人間の弱みばかりでなく、人間の良いところや人徳（virtue）を研究する学問でもあり、すでに主要な心理学的理論はそのような補強を行う方向に変貌しつつある」と指摘。こうした流れを受けてアメリカン・サイコロジスト誌は2000年・2001年にポジティブ心理学の特集を組み、2002年にはハンドブックも出版され、心理学研究の中で注目されるテーマになっていった。

## 研究者
ポジティブ心理学、ポジティブな側面を扱った心理学の研究者としては、成功した個人を研究して強みに基づく心理学を作り「ポジティブ心理学の祖父」と呼ばれるドナルド・O・クリフトン、楽観主義研究を始めたマーティン・セリグマン、セリグマンと共に人格的強みと美徳に関する研究を始めたクリストファー・ピーターソン、フロー研究のミハイ・チクセントミハイ、自己効力理論を唱えたアルバート・バンデューラ、内発的動機づけ研究のエドワード・L・デシとリチャード・M・ライアン、主観的幸福という言葉を提唱したエド・ディーナー、成長と固定観念について研究したキャロル・ドウェック、ポジティブ感情の研究を行ったバーバラ・フレデリクソン、持続的幸福を研究したソニア・リュボミアスキーなどがいる。

## 幸福を科学的に調査
近年では幸福を科学的に調べるために、「well-being（ウェルビーイング、良好状態）」という概念を使うことが多い。セリグマンは計測のために「ポジティブな感情（positive emotion）」「没入・没頭（engagement）」「ポジティブな人間関係（positive relationship）」、
「意味（meaning）」（人生や仕事に意味を感じること、何か自分よりも大きなことのために貢献しているという感覚）、仕事や活動の「達成感（achievement）」という5つの指標を提案している。
主観的に幸福な人は、そうでない人に比べて、病気が少なく、寿命が長く、収入が多いという調査結果がある。ソニア・リュボミアスキーは、人は幸福を感じるようになると、生産的、行動的、健康で、友好的で、創造的になると述べている。
国連はポジティブ心理学者のイローナ・ボニウェル（Ilona Boniwell）らに依頼し、国民総幸福量(GNH)で知られるブータン王国の政策を他の先進国に応用することを目指すプロジェクトを行った。

## 用語
レジリエンス
回復力。再起力。逆境に直面しても力強く成長できる資質
フロー
何かに没頭した状態。現在のことに心から熱中している状態。自分が「流れていく」状態
幸福順応
幸福な状態になっても、その状態に慣れてしまって、次第に幸福を感じなくなること
ピーク・エンドの法則
物事の印象は、ピーク時と終了時によって決まるという理論。ノーベル賞心理学者ダニエル・カーネマンによる。
Hardwiring Happiness
ポジティブなものを取り込むステップ「HEAL」
ポジティブ練習（ぽじれん、3つのいいこと）
できたこと、楽しかったこと、感謝すること